# Susana Giménez

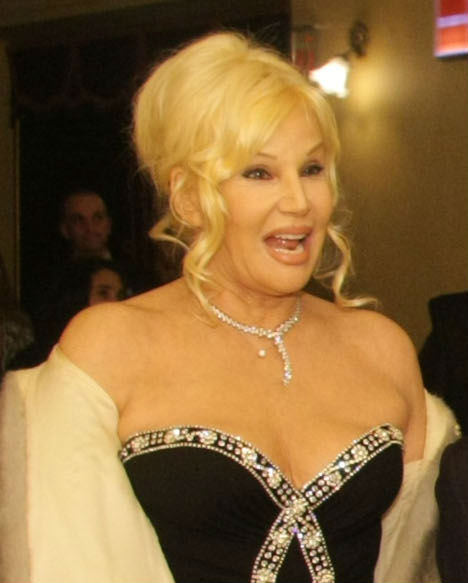
Susana Giménez im Jahr 2010

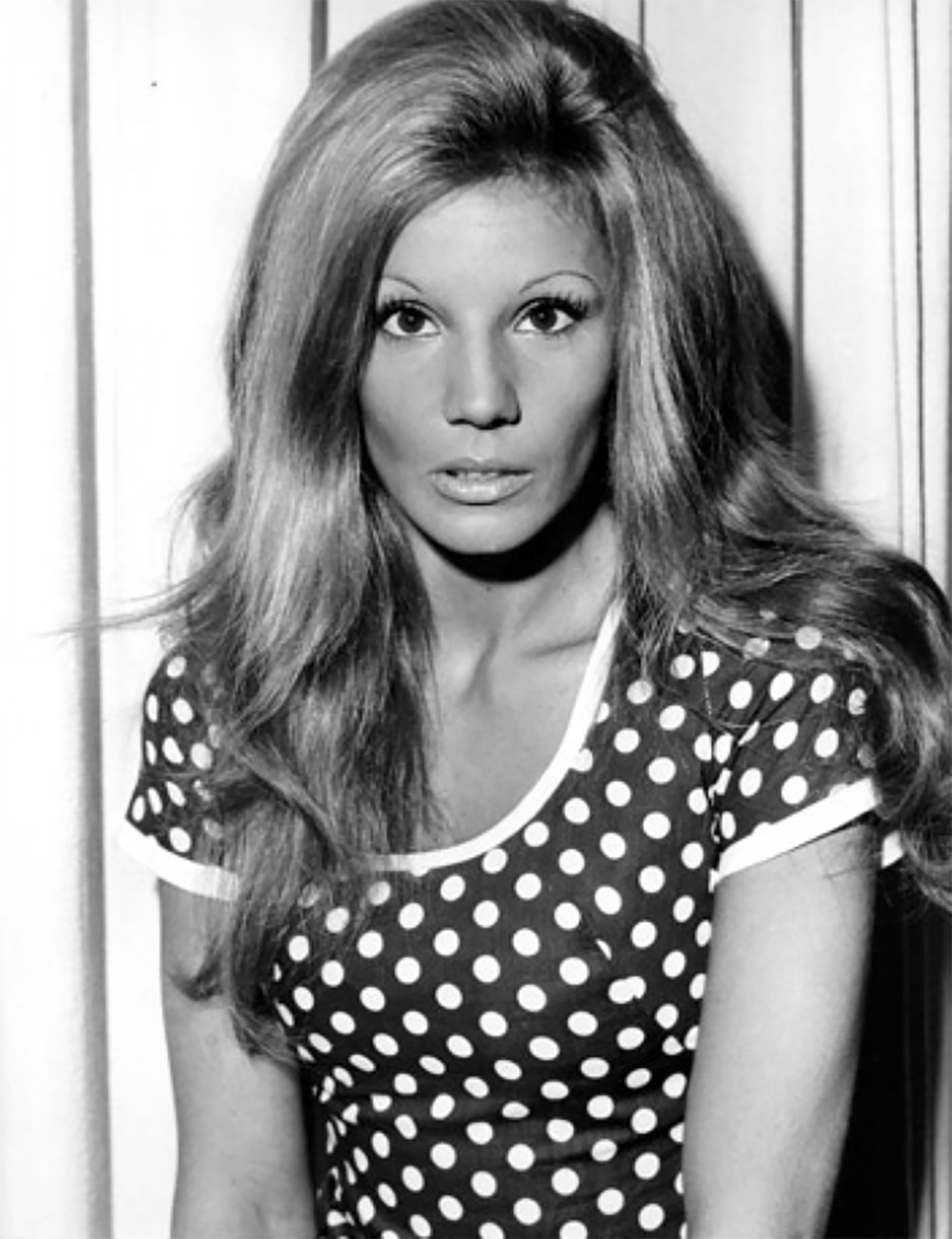
Susana Giménez, etwa 1970

María Susana Giménez Aubert (* 29. Januar 1944 in Buenos Aires) ist eine argentinische Schauspielerin und Moderatorin.

## Leben
Susana Giménez lernte den Beruf der Grundschullehrerin, wurde aber Mitte der 1960er Jahre als Model tätig. Ab 1968 wurde sie für Film und Fernsehen angefragt, wenig später auch fürs Theater. Als Schauspielerin wirkte Giménez in mehr als 30 Spielfilmen und elf größeren Theaterproduktionen mit, die meist im Komödien-Genre angesiedelt waren. In Buenos Aires wurde sie auch als Showgirl prominent. 1985 wurde sie für den Playboy abgelichtet.
Seit 1987 moderierte sie ihre eigene Fernsehshow mit Talks, Musik und Spielen. Diese wurde als Hola, Susana gestartet und 1997 in Susana Giménez umbenannt und gehört zu den erfolgreichsten Sendungen des Landes. 1996 wurde sie dafür mit dem Martín-Fierro-Hauptpreis ausgezeichnet.
2008 gründete sie ihre eigene Frauenzeitschrift Susana.

## Filmografie (Auswahl)
- Los neuróticos (1968)
- En mi casa mando yo (1968)
- La novela de un joven pobre (1968)
- El gran robo (1968)
- Fuiste mía un verano (1969)
- Tiro de gracia (1969)
- Los mochileros (1970)
- El mundo es de los jóvenes (1970)
- Así es Buenos Aires (1971)
- La buscona (1971)
- Todos los pecados del mundo (1972)
- He nacido en la ribera (1972)
- Vení conmigo (1972)
- La piel del amor (1973)
- La Mary (1974)
- Mi novia el... (1975)
- Tú me enloqueces (1976)
- Los hombres sólo piensan en eso (1976)
- La cuenta está saldada (1976)
- Basta de mujeres (1977)
- 1977: El Macho
- Un toque diferente (1977)
- Yo también tengo fiaca (1978)
- Donde duermen dos... duermen tres (1979)
- El rey de los exhortos (1979)
- Alberto y Susana (Fernsehsendung, 10 Folgen, 1980)
- A los cirujanos se les va la mano (1980)
- Las mujeres son cosa de guapos (1981)
- Un terceto peculiar (1982)
- Me sobra un marido (1985)
- Esa maldita costilla (1999)
- 2009: Tetro